# Barja
Barja è un centro abitato e comune (municipalité) del Libano situato nel distretto dello Shuf, governatorato da Rachid El Hajj.